# Gle Beutong (kulle)
Gle Beutong är en kulle i Indonesien.   Den ligger i provinsen Aceh, i den västra delen av landet, 1 800 km nordväst om huvudstaden Jakarta. Toppen på Gle Beutong är 180 meter över havet.
Terrängen runt Gle Beutong är kuperad åt nordost, men åt sydväst är den platt.Runt Gle Beutong är det mycket glesbefolkat, med 7 invånare per kvadratkilometer. I omgivningarna runt Gle Beutong växer i huvudsak städsegrön lövskog.